# Swornica
Swornica – przysiółek wsi Grocholub w Polsce, położony w województwie opolskim, w powiecie krapkowickim, w gminie Walce. Historycznie leży na Górnym Śląsku, na ziemi prudnickiej.
W latach 1975–1998 przysiółek administracyjnie należał do ówczesnego województwa opolskiego. Do 1956 należał do powiatu prudnickiego.

## Nazwa
Nazwa osady wzięła się, od nazwy płynącej przy niej rzeki Swornicy. 

## Historia
Najprawdopodobniej, osada powstała ze względu na wydobywanie, z okolicznego terenu, piasku i żwiru, a ufundował ją klasztor norbertanów z Czarnowąs. Mieszkańcy osady zbierali z okolicy również żywicę i produkowali węgiel drzewny oraz smołę.
W spisie gromad i miejscowości w powiecie prudnickim na dzień 1 stycznia 1953 wymieniono Swornicę jako przysiółek Grocholubia pod nazwą Swórnica.

## Zabytki/Ciekawe miejsca
Osada z epoki kamienia.

## Położenie
Przysiółek znajduje się przy drodze z Brożca do Grocholubia. 

## Religia
Od 1 maja 1954 roku, po odłączeniu od parafii Walce, Swornica przynależy do parafii rzymskokatolickiej w miejscowości Brożec.

## Bezpieczeństwo
Do 1998 bezpieczeństwo pożarowe w Swornicy było nadzorowane przez Komendę Rejonową PSP w Prudniku.
Miejscowość jest pod opieką dzielnicowego rejonu służbowego nr 7 Komendy Powiatowej Policji w Krapkowicach.
Teren miejscowości, jak i całej gminy Walce, położony jest w strefie nadgranicznej w związku z czym Straż Graniczna dysponuje, na tym obszarze, specjalnymi kompetencjami w zakresie bezpieczeństwa. Gminę Walce obejmuje zasięgiem służbowym placówka Straży Granicznej w Opolu ze Śląskiego Oddziału SG.